# Mudenur, Ramdurg
Mudenur là một làng thuộc tehsil Ramdurg, huyện Belgaum, bang Karnataka, Ấn Độ.